# Sahastata infuscata
Espèce
Synonymes
- Filistata infuscata  Kulczyński, 1901

Sahastata infuscata est une espèce d'araignées aranéomorphes de la famille des Filistatidae.

## Distribution
Cette espèce  se rencontre en Érythrée, au Kenya et au Yémen.

## Description
La femelle décrite par Marusik, Koponen et Zonstein en 2017 mesure 7,9 mm.

## Publication originale
- Kulczyński, 1901 : « Arachnoidea in Colonia Erythraea a Dre K. M. Levander collecta. » Pamiętnik Akademii Umiejętności w Krakowie. Wydział Matematyczno-Przyrodniczy, Bulletin international de l'Académie des Sciences de Cracovie, Classe des Sciences Mathématiques et Naturelles, vol. 41, p. 1-64.